# Maram al-Masri
 (mars 2018).
- Si vous ne connaissez pas le sujet, laissez ce bandeau (vous pouvez alors contacter les auteurs).
- Si vous supprimez le contenu mis en cause (vous pouvez préalablement contacter les auteurs),

argumentez précisément cette suppression dans la page de discussion
(un manque de référence n'est pas un argument ; une recherche réelle de référence doit avoir été effectuée, être formellement documentée).
 (mars 2018).
Compléments
Association des écrivains syriens
Maram al-Masri  (en arabe : مرام المصري) est une poète franco-syrienne née le 2 août 1962 à Lattaquié.

## Biographie
Maram al-Masri passe les vingt premières années de sa vie à Lattaquié, ville située au bord de la mer, près de l'île de Chypre. Elle y passe une enfance heureuse avec ses parents, ses trois frères et sa sœur.
« Je me souviens tous les matins sur le chemin de l'école le long du port cette route sinueuse à proximité du Café de la Jeunesse où se retrouvaient les vieux du quartier, mon cœur se serre… » (dans Habitante de la Terre).
Après des études de littérature anglaise à l'Université de Damas et en Angleterre, elle s'exile en France en 1982 et s'installe à Paris où elle vit encore. Aujourd'hui[Quand ?], elle se consacre exclusivement à l'écriture, à la poésie et à la traduction. Maram al-Masri écrit en arabe et en français et s'auto-traduit. Ses poésies ont été traduites dans de nombreuses langues (allemand, anglais, catalan, corse, espagnol, iranien, italien, macédonien, maltais, serbe, suédois, turc, etc.).
Au départ, la jeune Maram ne prétend pas être une poétesse. Ses premières poésies sont des lettres d'amour qu'elle écrit à son premier amour d'adolescence. C'est son frère aîné, poète lui aussi, qui trouve les cahiers de la jeune Maram et les fait publier à Damas en 1984 sous le titre Je te menace d'une colombe blanche aux Éditions du Ministère de l’Éducation.
« Je t'ai attendu et tu n'es pas venu. Mon Dieu que je suis triste. Elles ont fané aussitôt les fleurs que j'avais apportées pour qu'elles fassent ta connaissance. » (dans Je te menace d'une colombe blanche).
Après de longues années d'absence, Maram al-Masri retourne à l'écriture et publie en 2003 le recueil Cerise rouge sur un carrelage blanc, dans lequel elle décrit la souffrance et le cri d'une femme qui attend tout de l'être aimé. En une centaine de poèmes, Maram al-Masri parle de la solitude, de l'amour d'un couple qui peu à peu s'éteint et de la recherche désespérée d'un nouvel amour. Une cerise, telle une bouche bien peinte, telle une goutte de sang qui s'offre au lecteur, mais qui a été abandonnée à la froideur d'un carrelage blanc.
"On frappe. Qui est-ce ? Je cache la poussière de ma solitude sous le tapis, j'ajuste mon sourire, et j'ouvre".
"J'avais envie que tes lèvres effleurent mon cou, pour fermer les yeux et savourer la magie de cet instant défendu". (in Cerise rouge sur un carrelage blanc).
En 2007, aux Editions Al Manar, est publié Je te regarde, qui comporte cent poèmes et parle de sentiments, d'amour, de séduction, de désir et d'éloignement. Le livre est construit sous la forme d'un dialogue à deux voix. La voix de l'auteur, bien sûr, et la voix d'une autre femme qui regarde par la fenêtre. Est-ce la fenêtre d'un train, est-ce celle d'une maison ? Le lieu importe peu : seuls les mots comptent. Les voix d'ailleurs se mêlent. Et si la deuxième voix était la voix de la conscience… Et si le deuxième personnage n'en était qu'un finalement ? Et si le visage d'un personnage était le visage de l'autre personnage…   
"On a plusieurs visages sur les épaules, sur ses papiers d'identité, ses photos souvenirs..... Plusieurs visages que l'on connaît, dit-on, que l'on connaît !". (in Je te regarde).
"Pourquoi as-tu oublié d'éteindre avant de t'endormir, la lanterne brûlante de mon désir ? Tu m'as abandonnée, tout allumée, aux rapaces". (in Je te regarde).
Les Editions Le Temps des Cerises publient en 2009 le livre intitulé Les Âmes aux pieds nus écrit en langue française. Maram al-Masri est allée à la rencontre de femmes victimes de violence. Une violence qui peut avoir plusieurs visages : les coups, l'emprise, la soumission. Dans cet ouvrage, la poète dénonce la violence qui brise des vies et enlève à la personne qui en est victime toute son humanité. Maram al-Masri appelle ces victimes "les exclus, ceux qui errent dans une société qui les laisse de côté, à la recherche de leur identité perdue". D'où, le titre de l'ouvrage.
"Elodie. Un jour il ouvrit brusquement la porte de la salle de bain. J'étais nue je tentai en vain de le repousser ; l'affrontement dura quelques minutes. D'une seule main il me coinça entre la porte et le mur, les épaules écrasées, le corps compressé. Je le suppliai de ne pas me frapper. Ce jour-là personne d'autre n'était à la maison que la violence, la peur et la mort qui fait sa ronde". (in Les Âmes aux pieds nus).
"Flora. Je n'aime pas aller à l'école. J'ai peur de rentrer et de ne plus retrouver ma maman". (in Les Âmes aux pieds nus).
En 2012 est publié aux Éditions Bruno Doucey La robe froissée, recueil de poésies écrites en langue française puis traduites en langue arabe par Maram al-Masri elle-même. Lors d'une résidence de lectures, Maram al-Masri rencontre le Nord de la France, région froide et brumeuse, qui ne ressemble en rien aux lieux ensoleillés de son enfance. Avec comme décor la crise économique, les problèmes sociaux et la misère qui en découlent inévitablement, Maram al-Masri est "la femme à la fenêtre", qui veut redonner la joie et l'espoir grâce à la poésie. Distribuer du bonheur pour redonner le sourire aux enfants comme le fait le manège de la fête foraine sur la grand'place.
"La femme qui regarde par la fenêtre a envie d'avoir une baguette magique pour effacer le gris et redessiner des sourires. Elle est si heureuse quand elle voit les lieux pleins de vie, les boutiques, les terrasses de café remplies de gens. Elle se réjouit quand elle voit des visages lumineux. Les gens se ressemblent quand ils sourient". (dans La robe froissée).
Lorsque la Révolution syrienne éclate, Maram al-Masri est dans la joie de voir le peuple se soulever contre la dictature du pouvoir en place, avec un regret, celui de ne pas y participer à cause de l'exil. Le sentiment de culpabilité, mêlé à ceux de la souffrance et de la douleur de voir son peuple payer de son sang et de sa chair le désir qui l'a poussé dans les rues, ne cesse de croître chez la poète. Elle suit le conflit devant les images choc que lui renvoient son ordinateur et les médias. Ce sera la rédaction du livre Elle va nue la liberté, sorti aux Éditions Bruno Doucey en 2013 en édition bilingue arabe et français. Le conflit syrien actuel lui déchire les entrailles et elle aimerait "que les Syriens puissent voler et que la Syrie soit vide, plutôt que remplie de ruines et de tombes".
"Nous, les exilés, rôdons autour de nos maisons lointaines comme les amoureuses rôdent autour des prisons, espérant apercevoir l'ombre de leurs amants. Nous, les exilés, nous sommes malades d'une maladie incurable. Aimer une patrie mise à mort". (in Elle va nue la liberté).
"L'avez-vous vu ? Il portait son enfant dans ses bras et il avançait d'un pas magistral, la tête haute, le dos droit... Comme l'enfant aurait été heureux et fier d'être ainsi porté dans les bras de son père... Si seulement il avait été vivant". (in Elle va nue la liberté).
"Elle va nue la liberté, sur les montagnes de Syrie, dans les camps de réfugiés. Ses pieds s'enfoncent dans la boue et ses mains gercent de froid et de souffrance. Mais elle avance". (in Elle va nue la liberté).
En septembre 2015, sort un très court recueil, Le temps de l'amour, dans lequel Maram al-Masri retourne à la poésie amoureuse. En cinq brefs mais intenses poèmes, Maram al-Masri nous parle du temps qui passe, de la vieillesse, ombre qui se profile au loin et dont il faudra un jour accepter la compagnie, mais en ayant profité auparavant de la jeunesse et de la sérénité que l'amour apporte.
"Malgré nous, le temps nous change, comme la couleur de la mer, sous les nuages qui s'éloignent".
"Elle m'a dit qu'elle viendrait, quand ? Je ne sais pas. Pourtant, elle viendra, c'est certain. Mais d'abord, il faudra qu'elle m'ôte l'éclat de mes yeux, la fraîcheur de ma peau, la plénitude de mes seins, l'humidité de mes passages, la brillance de mes cheveux. Elle devra me priver de l'envie de courir, de danser, de dénuder mes bras, de me regarder dans les miroirs. Il lui faudra faire mourir mon désir, mon désir d'embrasser, mon désir de faire l'amour". (dans Le temps de l'amour).
Toujours en septembre 2015, aux Éditions Bruno Doucey, est publié le livre Le rapt en version bilingue français et arabe. Ce recueil raconte un événement autobiographique de la vie de Maram al-Masri : l'histoire d'une femme qui est privée du droit essentiel d'élever son enfant. Une jeune femme arabe, qui vit en France, évoque un jour la volonté de se séparer de son mari avec lequel elle a eu un enfant alors âgé de dix-huit mois. Pour se venger, le père et la famille de celui-ci retournent en Syrie et enlèvent le bébé. La jeune mère restera treize longues années avant de le revoir. Le rapt est un cri de douleur d'une mère séparée de ce qu'elle a de plus cher au monde, mais au-delà de cette douloureuse séparation, Maram al-Masri veut être la porte-parole de toutes les mères ou de tous les pères, qui un jour, quelle que soit la raison, ont été séparés d'êtres chers.
"Ô frères humains, ô monde, j'avais un enfant, je l'ai caché dans mon ventre, il a partagé mon corps, je l'ai nourri de mon sang, je lui ai fait partager mes rêves, j'ai chanté pour lui, il souriait. Je l'ai porté, il cessait de pleurer. Ils l'ont arraché à mes bras, j'ai cessé de chanter". (in Le rapt).
"Première rencontre. Comme tu as grandi mon fils ! tu as grandi de treize ans et ta bouche est pleine de dents. Tes vêtements que j'ai gardés ne te vont plus, ni les chaussures. Penses-tu que nous aurions été capables de nous reconnaître si nous nous étions rencontrés par hasard ?". (in Le rapt).
Inclus dans Le rapt, un magnifique texte intitulé Le semainier, qui fait découvrir au lecteur le quotidien d'une femme qui a réussi à reconstruire sa vie avec un nouveau mari et deux nouveaux enfants. Une femme bien décidée à profiter de la chance qui lui est donnée d'écrire à nouveau malgré les difficultés que cela comporte, comme concilier l'écriture avec sa vie de mère et d'épouse. Ce texte parle d'éloignement : celui de la maternité et de la patrie, la Syrie. Il évoque aussi la difficulté d'écrire.
"Jeudi. Inquiète et fatiguée. Mes idées ne sont pas claires. J'ai commencé à écrire un poème et je ne sais pas comment le terminer. D'habitude, je n'écris pas avant de voir le poème construit, même si j'en change quelques mots. Même les poèmes les plus simples ne viennent pas facilement. Parfois, je ressens une douleur physique. Je ne prétends pas être poétesse. Au début, je jouais avec la poésie. Mais maintenant, elle est ma liberté. Il ruse avec moi. Je l'effacerai. Il me tient tête. Je le négligerai pour y revenir". (in Le Rapt).
La voix féminine de Maram al-Masri est une voix incontournable dans la poésie arabe contemporaine. Avec une simplicité et un lyrisme désarmants et percutants, Maram al-Masri écrit sur des thèmes universels que sont l'amour, la douleur, l'exil, la nostalgie et la liberté. Avec, en ligne de mire, un seul désir : que le monde retrouve la paix, la liberté et la fraternité. Écrire pour Maram al-Masri est un acte militant, une recherche perpétuelle de la vérité et du sacré.
"L'acte d'écrire n'est-il pas un acte scandaleux en soi ? Écrire c'est apprendre à se connaître dans ses pensées les plus intimes. Oui, je suis scandaleuse car je montre ma vérité et ma nudité de femme. Oui je suis scandaleuse car je crie ma douleur et mon espoir, mon désir, ma faim et ma soif. Écrire c'est décrire les multiples visages de l'homme, le beau et le laid, le tendre et le cruel. Écrire c'est mourir devant une personne qui te regarde sans bouger. C'est se noyer devant un bateau qui passe tout près sans te voir. Écrire c'est être le bateau qui sauvera les noyés. Écrire c'est vivre sur le bord d'une falaise et s'accrocher à un brin d'herbe". (dans Le rapt).
Elle est Ambassadrice du Secours Populaire et Ambassadrice de la Camera Arte de Reggio Calabria en Italie. Elle s'investit également contre la violence faite aux femmes. Elle a consacré un de ses ouvrages à cette thématique : Les Âmes aux pieds nus paru en 2023 aux éditions Bruno Doucey. Elle participe à de nombreux festivals nationaux et internationaux de littérature et de poésie.

### Prix Maram al-Masri
En 2017 est créé le prix Maram al-Masri, qui récompense des poésies et des œuvres graphiques. Les lauréats de la première édition sont Marilyse Leroux pour les textes et Véronique Durruty pour les dessins.

## Œuvres
- Cerise rouge sur un carrelage blanc, [« Karzaẗ ḥamrāʼ ʿalá balāṭ abyad »], trad. de François Michel Durazzo avec l'auteur, Esch-sur-Alzette, Luxembourg, Éditions Phi, coll. « Graphiti », 2003, 128 p.  (ISBN 2-87962-152-6)

- Prix Adonis du Forum Culturel Libanais, pour la meilleure création arabe, 1998.
- Doux leurre, trad. de Najeh Jegham en collab. avec l'auteur, rév. par Miloud Gharrafi, Toulouse, France, L'aile Éditions, 2004, 95 p.  (ISBN 2-9520404-1-9)
- Je te regarde, [« Anẓuru ilayk »], des. de Youssef Abdelké, trad. de François Michel Durazzo avec l'auteur, Neuilly, France, Éditions Al Manar, coll. « Méditerranées », 2007, 116 p.  (ISBN 978-2-913896-46-8)

- Bourse Poncetton de la SGDL 2007
- (fr + ar) Je te menace d'une colombe blanche  (trad. François Michel Durazzo avec l'auteur, édition bilingue), Seghers, coll. « Autour du monde », 2008, 114 p. (ISBN 978-2-232-12304-7)
- Les Lances du rêve, sérigraphie de Robert Lobet, trad. de Salah Stétié, Nîmes, France, Éditions de la Margeride, 2009, 10 f. (BNF 41422801)
- Les Âmes aux pieds nus, trad. de l'auteur, Montreuil, Éditions Le Temps des cerises, 2009, 134 p.  (ISBN 978-2-84109-768-5)[3]

- Prix PoésYvelines des collégiens, 2011
- Prix des Découvreurs 2011
- Poussières de caravane, trad. de Maram Al Masri et Lambert Schlechter, Lille-Wazemmes, Éditions Nuit myrtide, 2009, 106 p.  (ISBN 978-2-913192-77-5)
- Habitante de la Terre, CD bil. arabe/français, textes lus par Maram al-Masri  et Céline Liger, préface de Bruno Doucey, Editions sonores Sous la lime, 2009.
- Le Retour de Wallada, des. de Sébastien Pignon, trad. d'Alain Gorius avec l'auteur, Neuilly, France, Éditions Al Manar, 2010, 62 p.  (ISBN 978-2-913896-82-6)
- Par la fontaine de ma bouche, éd. bil., trad. de Maram al-Masri avec la col. de Bruno Doucey, Paris, Éditions Bruno Doucey, coll. « L'Autre langue », 2011, 81 p.  (ISBN 978-2-36229-012-1)[5],[6]
- (fr + ar) La Robe froissée  (édition bilingue), Bruno Doucey, coll. « L'Autre langue », 2012, 88 p. (ISBN 978-2-36229-027-5)
- Femmes poètes du monde arabe, anthologie traduite et présentée par Maram al-Masri, Montreuil, Editions Le Temps des Cerises, 2012, 300p.  (ISBN 978-2-84109-926-9)
- Elle va nue la liberté  (édition bilingue), Bruno Doucey, coll. « L'Autre langue », 2013, 128 p. (ISBN 978-2-36229-049-7)

- Prix Al Bayane, 2013
- L’Amour au temps de l’insurrection et de la guerre - Anthologie de la poésie syrienne d'aujourd'hui, trad. de Maram Al-Masri, Montreuil, Le Temps des cerises, 2014, 160 p.  (ISBN 978-2-37071-032-1)
- Le Rapt, éd. bil., trad. de l'arabe de Maram Al-Masri, Paris, Editions Bruno Doucey, 2015, 121p.  (ISBN 978-2-36229-089-3)

- Prix littéraire des lycéens, apprentis et stagiaires de la formation professionnelle, 2016-2017
- Le temps de l'amour, éd. bil., Cormons, Edizioni Culturaglobale collana "100", 2015, 10p.  (ISBN 978-88-95384-40-5)
- Métropoèmes, de Maram al-Masri, préface de Murielle Szac. Paris, Editions Bruno Doucey, 2020, 144 p.,  (ISBN 978-2-36229-278-1)

## Prix littéraires
- Prix Adonis du Forum Culturel Libanais, pour la meilleure création arabe pour Cerise rouge sur un carrelage blanc, en 1998.
- Bourse Poncetton de la SGDL, pour Je te regarde, en 2007.
- Prix Calopezzati de la Littérature Méditerranéenne, en 2007.
- Prix PoésYvelines des Collégiens, pour Les Âmes aux pieds nus, en 2011.
- Prix des Découvreurs, pour Les Âmes aux pieds nus, en 2011.
- Prix NordSud de Littérature de la Fondation Pescarabruzzo, pour la section Poésie, en 2012.
- Prix Al Bayane, pour Elle va nue la liberté, en 2013.
- Prix International de Poésie Antonio Viccaro, en 2013.
- Prix Dante Alighieri del Premio Laurentum, à Rome, en 2015.
- Prix d'Honneur, Prix de la Plume Humanitaire, Association Vivre Ensemble, Rouen, en 2016.
- Prix littéraire des lycéens, apprentis et stagiaires de la formation professionnelle, pour son recueil Le Rapt, 2016-2017
- Prix International de Traductrice et Éditrice de Poésie, Académie Claudine de Tensin, en 2022